# Aleksandr Jakusjev
Aleksandr Sergejevitj Jakusjev, ryska: Александр Сергеевич Якушев, född 2 januari 1947, är en rysk före detta ishockeyspelare som representerade Sovjetunionens ishockeylandslag.
Jakusjev var en stor och lång spelare, som var genombrottstark. Jakusjev spelade en stor roll i Sovjets landslag. Han var inte med i superkedjan, men var en nyckelspelare i andrakedjan. Han tog OS-guld med Sovjet 1972 och 1976, och vann VM-guld sju gånger: 1967, 1969, 1970, 1973, 1974, 1975 och 1979. Under sin långa internationella karriär, som sträckte sig från 1965 till 1979, spelade Jakusjev 221 landskamper och gjorde 145 mål.
På klubbnivå spelade han för Spartak Moskva.